# Verzetsgraf (Hooghalen)
Het Verzetsgraf in Hooghalen is een oorlogsmonument op de plek waar in 1943 de stoffelijke resten van tien verzetsmensen werden begraven. Op het verzetsmonument uit 1949 staan de namen van deze mannen vermeld.
Het bevindt zich een halve kilometer ten zuiden van de hoofdingang van Kamp Westerbork en was de plek van het kampcrematorium. Op 20 september 1943 werden lichamen van tien verzetsstrijders, die waren geëxecuteerd op het Witterveld bij Assen, in het crematorium van kamp Westerbork verbrand.
Ook werden tussen september 1943 en oktober 1944 hier nog 48 andere verzetsstrijders en 4 Joodse gevangenen neergeschoten. Hun stoffelijke resten zijn na de oorlog herbegraven in Groningen, Beilen en Loenen.
Het crematorium werd in 1951 gesloopt.
In 2018 is het verzetsgraf en het gebied waar het crematorium stond aangepast en beter zichtbaar gemaakt. Met grondaanduidingen en een silhouet van cortenstaal is o.a. de locatie van het crematorium gemarkeerd. Ook is er een namenwand geplaatst met de 68 namen van verzetsstrijders die hier zijn gefusilleerd en/of gecremeerd/begraven.